# Cyborg 2: Szklany cień
Cyborg 2: Szklany Cień (ang. Cyborg 2 lub Glass Shadow, 1993) – amerykański film fantastycznonaukowy o tematyce cyberpunkowej, powstały jako pierwszy z dwóch sequeli kultowego Cyborga (1989). Jest znany jako jeden z wcześniejszych projektów, w których popularna aktorka Angelina Jolie wystąpiła w roli głównej.

## Produkcja
Film nakręcono w Los Angeles, powstawał od 28 września do 11 listopada. Postać Chen napisano z myślą o mężczyźnie. Karen Sheperd dostała jednak szansę wzięcia udziału w przesłuchaniu do tej roli, w którym wypadła na tyle dobrze, że została zaangażowana.

## Obsada
- Elias Koteas – Colton “Colt” Ricks
- Angelina Jolie – Casella “Cash” Reese
- Jack Palance – Mercy
- Billy Drago – Danny Bench
- Karen Sheperd – Chen
- Allen Garfield – Martin Dunn
- Renee Griffin − Dreena
- Sven-Ole Thorsen − Doorman
- Jean-Claude Van Damme − Gibson Rickenbacker (pojawia się w retrospekcjach)